# Loi de Peukert
La loi de Peukert, énoncée par le scientifique allemand W. Peukert en 1897, exprime la capacité d'une batterie en fonction du niveau duquel elle est déchargée. À mesure que ce taux augmente, la capacité de la batterie diminue, bien que sa capacité réelle tende à demeurer constante. La loi de Peukert permet de calculer l'énergie totale fournie par une batterie idéale et est représentée par l'équation suivante :
{\displaystyle C_{\text{p}}=I^{k}t}
où :
- {\displaystyle C_{\text{p}}} est la capacité selon Peukert, exprimée en ampères-heures ;
- {\displaystyle I} est le courant de décharge, exprimé en ampères ;
- {\displaystyle k} est la constante de Peukert, nombre sans dimension ;
- {\displaystyle t} est le temps de décharge, en heures.